# Syllides longocirratus
Syllides longocirratus – gatunek wieloszczeta z rzędu Phyllodocida, rodziny Syllidae i podrodziny Anoplosyllinae. Występuje u wybrzeży Europy, Makaronezji i wschodniej Ameryki Północnej.

## Taksonomia
Gatunek ten opisany został po raz pierwszy w 1845 roku przez Andersa Sandøe Ørsteda pod nazwą Syllis (Syllides) longocirrata. Podrodzaj Syllides wyniesiony został następnie do rangi rodzaju przez Paula Langerhansa w 1879 roku. W 1959 roku S. longocirrata wyznaczony został przez Olgę Hartman gatunkiem typowym rodzaju. Nazwa Syllides jest rodzaju męskiego, stąd pojawiająca się często w literaturze kombinacja Syllides longocirrata jest błędna gramatycznie.

## Morfologia
Wieloszczet o smukłym, walcowatym ciele długości do 7 mm, złożonym z do 50 segmentów szczecinkonośnych (chetigerów). Ciało może być przejrzyste lub o zabarwieniu od białego po żółtobrązowe; często silniejsze wybarwienie cechuje przednią część ciała.
Prostomium jest szersze niż dłuższe, półkoliste w zarysie, zaopatrzone w pięć przydatków, cztery rozmieszczone na planie trapezu oczy oraz zwykle dwie plamki oczne. Owalnego kształtu głaszczki są zrośnięte podstawami, tak długie jak perystom, pozbawione bruzdy środkowej. Czułki pary bocznej są gładkie i nieco dłuższe od prostomium. Pojedynczy czułek środkowy również jest gładki, ale nieco dłuższy niż czułki boczne. Narządy nuchalne wykształcone są w postaci dwóch gęsto orzęsionych rowków umieszczonych grzbietowo-bocznie między prostomium a perystomem. Perystom jest mniej więcej tak długi jak dwa kolejne segmenty razem wzięte. Zaopatrzony jest dwie pary mniej lub bardziej wyraźnie pierścieniowanych wąsów przyustnych (cirrusów okołogębowych), z których grzbietowe są tak długie jak czułek środkowy, a brzuszne krótsze od niego. Mogąca się wywracać na zewnątrz gardziel (ryjek) jest prosta, stosunkowo krótka, pozbawiona uzbrojenia, wyposażona w wieniec słabo rozwiniętych, miękkich brodawek (papilli).
Parapodia są jednogałęziste, każde zaopatrzone w cirrus (wąs) grzbietowy i brzuszny. Cirrusy grzbietowe są mniej lub bardziej wyraźnie pierścieniowane, od trzeciego chetigeru wzwyż wyraźnie członowane i osiągają długość do 2,5-krotności szerokości segmentu, na którym leżą. Cirrusy brzuszne są niewiele dłuższe niż płaty parapodialne, palcowate w kształcie. Szczeciny złożone na parapodiach mają różnej długości blaszki, ale są one zawsze smukłe i zwykle dwuzębne. W przypadku parapodiów sześciu pierwszych chetigerów wierzchołki blaszek są stępione. Szczecinki proste na pierwszych czterech lub pięciu parach parapodiów są krótkie i grube, na parapodiach dalszych mają zaś postać kapilarną. Ponadto na każdym z parapodiów występuje pojedyncza, górna szczecinka prosta dodatkowa.
Pygidium zaopatrzone jest w wąsy odbytowe (cirrusy analne) pozbawione cirroforów.

## Ekologia i występowanie
Zwierzę morskie, wolno żyjące, preferujące wody płytsze, rozmieszczone od eulitoralu do głębokości 500 m p.p.m. Spotykane na różnych osadach miękkich, jak i na podłożu skalistym i kamienistym. Jak u innych przedstawicieli podrodziny występuje u niego rozwój z epitokią w formie epigamii. Osobniki niedojrzałe (stadium atokiczne) żyją na dnie wód, wchodząc w skład zoobentosu. Przy osiąganiu dojrzałości płciowej rozwijają się pławne szczeciny grzbietowe (notochety), umożliwiające przejście w pływającą fazę pelagiczną (stadium epitokiczne).
Gatunek o rozsiedleniu atlantycko-śródziemnomorskim. Z wód europejskich znany jest z Basenu Arkońskiego, Kattegatu, Skagerraku, Morza Północnego, Morza Norweskiego, kanału La Manche, Morza Irlandzkiego i Celtyckiego, Morza Czarnego i Morza Śródziemnego (w tym Egejskiego i Adriatyku) oraz wód Atlantyku oblewających Irlandię od zachodu. Dalej na zachód występuje w atlantyckich wodach przybrzeżnych Makaronezji i Ameryki Północnej oraz w północnej części Zatoki Meksykańskiej.